# 4th Virginia Infantry
Quatrième régiment d'infanterie de volontaires de Virginie
Le 4th Virginia Volunteer Infantry Regiment (quatrième régiment d'infanterie de volontaires de Virginie) est un régiment d'infanterie levé en Virginie pour servir dans l'armée des États confédérés pendant la guerre de Sécession. Il combat dans la brigade de Stonewall, surtout avec l'armée de Virginie du Nord.

## Service

### Organisation
Le 4th Virginia est organisé à Winchester, en Virginie, en juillet, 1861. Ses compagnies proviennent des comtés de Wythe, Montgomery, Pulaski, Smyth, Grayson, et Rockbridge. Il fait partie de la brigade de Stonewall et sert sous les ordres des généraux T. J. Jackson, R. B. Garnett, Winder, Paxton, J. A. Walker, et W. Terry.

### Service détaillé
Le régiment combat lors de la première bataille de Bull Run. Lors de la première bataille de Bull Run, Jackson aurait ordonné au 4th Virginia : « retenez votre tir jusqu'à ce qu'ils viennent à moins de 50 yards ! Puis tirez et donner leur la baïonnette ! Et quand vous chargerez, criez comme des furies ! » C'est peut-être la première utilisation du hurlement rebelle.
Quand Jackson installe son quartier général à Winchester, le commandant du 4th Virginia, le lieutenant-colonel Lewis Tilghman Moore l'invite à utiliser sa maison. Son arrière-petite-fille, l'actrice Mary Tyler Moore a contribué de manière significative à la restauration du musée du quartier-général de Stonewall Jackson.
Le régiment prend part à la première bataille de Kernstown, et la bataille de Jackson, la campagne de la vallée. Il participe ensuite à de nombreux combats de l'armée de Virginie du Nord, de la bataille des Sept Jours jusqu'à la bataille de Cold Harbor, est avec Early dans la vallée de la Shenandoah, et participe à l'action autour d'Appomattox.

## Pertes
L'unité rend compte de 5 tués, 23 blessés, et 48 disparus à la première bataille de Kernstown, a 317 hommes à Port Republic, a 7 tués et 25 blessés à Malvern Hill, et a 19 morts et 78 blessés sur 180 à la seconde bataille de Bull Run. Il perd quarante-huit pour cent des 355 engagés à Chancellorsville et plus de cinquante pour cent des 257 hommes  à Gettysburg. Le régiment se rend avec 7 officiers et 38 hommes dont seulement 17 sont armés.

## Commandement
Ses officiers supérieurs sont les colonels James F. Preston, Charles A. Ronald, et William Terry ; les lieutenants-colonels Robert D. Gardner et Lewis T. Moore ; et les commandants Matthew D. Bennett, Joseph F. Kent, et Albert G. Pendleton.